# Slivak, Șumen
Slivak (în bulgară Сливак) este un sat în comuna Hitrino, regiunea Șumen,  Bulgaria. 

## Demografie
Componența etnică a satului Slivak
     Turci (69,46%)
     Bulgari (22,15%)
     Nicio identificare (8,38%)
     Altele (0%)
La recensământul din 2011, populația satului Slivak era de 167 locuitori. Din punct de vedere etnic, majoritatea locuitorilor (69,46%) erau turci, cu o minoritate de bulgari (22,15%). Pentru 8,38% din locuitori nu este cunoscută apartenența etnică.